# Вагеманс, Эммануэль
Эммануэль Вагеманс (нидерл. Emmanuel Waegemans; род. 23 марта 1951) — бельгийский славист, педагог, издатель.

## Биография
Эммануэль Вагеманс родился в городке Хамме во Фландрии, где окончил среднюю школу. В 1969 году поступил на филологический факультет Лёвенского католического университета, где изучал славянскую филологию. В 1973-1974 годах прошёл годичный курс славистики в Бонне. В 1979 г. защитил докторскую диссертацию на тему «Русские путешественники XVII и XVIII вв. на Западе. Очерки по истории русско-западных культурных отношений» (в 1991 году на нидерландском языке был опубликован сокращённый вариант под названием «В лучшем из миров»). В дальнейшем Э. Вагеманс не раз возвращался к этой тематике в своих многочисленных научных публикациях.
С 1976 года опубликовал десятки рецензий и статей о современной русской литературе в газетах и журналах Бельгии и Нидерландов.
С 1980 по 1993 год преподавал русский язык и литературу в Высшей школе переводчиков в Антверпене (часть Католического фламандского университета; ныне ныне Антверпенский кампус филологического факультета Лёвенского католического университета). В 1993 году поступил на кафедру славистики Лёвенского католического университета, где преподавал русский язык, литературу, историю культуры — сначала в качестве старшего доцента, а затем профессора. В 1998 году возглавил кафедру славистики, оставаясь на этом посту вплоть до выхода на пенсию в 2016 году. 
В 1995 году создал издательство Бенерюс (Benerus), выпускающее книги по истории и культуре России и отношениям между Россией, Нидерландами и Бельгией. Опубликовал переводы на нидерландский произведений Пушкина, Фонвизина, Радищева, Екатерины Великой, Вл. Соллогуба, Грибоедова, Лермонтова, Карамзина. Совместно с В. К. Рониным опубликовал «Фламандско-русский словарь».
Созданный Э. Вагемансом капитальный труд по истории русской литературы выдержал 5 изданий на нидерландском языке, а также был издан на немецком, французском, испанском и русском языках.
В 2004 году создал Литературное общество имени Филипа де Пиллесейна (классика фламандской литературы, главный роман которого переведен на русский — «Люди за дамбой», М.: ОГИ, 2004). С 2005 выпускает ежегодник «Filip De Pillecyn Studies». С 1987 года — соредактор «Tijdschrift voor Slavische Literatuur» [Журнал по изучению славянской литературы], Амстердам. С 1990 года — секретарь Общества бельгийских славистов. С 2010 года участвует в ежегодных «Международных петровских конгрессах», проходящих в Петербурге, Париже, Берлине.
Выйдя в 2016 году на пенсию, Э. Вагеманс не снизил творческой активности. В 2020 году вышла его монография «Путешествие Петра I по Южным Нидерландам в 1717 году. Образ русского царя в Бельгии», а в 2021 году он занят подготовкой историко-культурного путеводителя «Памятные места Петра Великого в Нидерландах» и «Фламандско-русского словаря».

## Избранные публикации
Полная библиография Э. Вагеманса по состоянию на 2016 год опубликована в сборнике «Люблю тебя, Петра творенье» (Амстердам, 2016). Обновленная библиография по состоянию на 2020 год опубликована автором на сайте Academia.edu.

### Книги
- In de beste der werelden : Russen in het Westen 1600—1800 [В лучшем из миров : Русские на Западе 1600—1800] :  [нид.] / Waegemans E. — Antwerpen : Hadewijch, 1990. — ISBN 9789052400747.
- Библиография русской литературы в нидерландском переводе. 1789—1985 :  [нид.] = Bibliografie van Russische literatuur in Nederlandse vertaling. 1789—1985 / Waegemans E., Willemsen C. — Leuven, 1991.
- Русско-нидерландский словарь лагерного и воровского языка = Russisch-Nederlands woordenboek van bargoens en kamptaal / Waegemans E. — Leiden : De Slavische Stichting, 1994. — 123 с. — (Slavische prospekten ; № 6). — ISBN 9073023394.
- Петр Великий на Землях Бельгии :  [нид.] = Peter de Grote in de Oostenrijkse Nederlanden. — Antwerpen : Benerus, 1998. — 363 с. — ISBN 90-802681-5-1.
- Петр Великий в Бельгии / Вагеманс Э.. — СПб. : Гиперион, 2007. — 232 с. — ISBN 978-5-89332-131-9.
- Русская литература от Петра Великого до наших дней. — М.: РГГУ, 2002. — 554 с. — ISBN 5-7281-0563-7. (есть также издания на нидерландском — 5е изд., французском, испанском, немецком языках)
- Bibliografie van Russische literatuur in Nederlandse vertaling. 1985—2015 [Библиография русской литературы в нидерландском переводе. 1985—2015] :  [нид.] / Waegemans E. — Antwerpen : Benerus V.Z.W., 2016. — 496 с. — ISBN 9789081673853.
- Царь в Республике. Второе путешествие Петра Великого в Нидерланды (1716—1717) / Вагеманс Э. ; перевод с нидерландского В. К. Ронин. — 2-е изд., испр. — СПб. : Европейский Дом, 2017. — 260 с. — ISBN 978-5-8015-0311-0.
- Путешествие из Петербурга в Москву. Фотоальбом (Москва 2013), совместно с Вимом Куденисом
- Путешествие Петра I по Южным Нидерландам в 1717 году. Образ русского царя в Бельгии / Вагеманс Э. ; перевод с нидерландского В. К. Ронин. — СПб. : Европейский Дом, 2020. — 272 с. — ISBN 978-5-8015-0407-0.
- Библиография русской литературы в нидерландском переводе. 1789—2020 :  [нид.] = Bibliografie van Russische literatuur inNederlandse vertaling. 1789—2020 / Waegemans E., Willemsen C., Severiens H. — BRLNV, 2020. — 527 с.
- Waegemans E. Фламандско-русский словарь :  [нид.] = Vlaams-Russisch woordenboek / Waegemans E., Ronin V.K.. — Atwerpen : Benerus V.Z.W., 2020. — 257 с. — ISBN 9789464073317.
- Waegemans E. Санкт-Петербург. Город-мечта царя :  [нид.] = Sint-Petersburg. De droomstad van de tsaar. — Antwerpen, 2021. — 152 с. — ISBN 9789022338414.

### Статьи
- К истории русской политической мысли : М. М. Щербатов и его «Путешествие в землю Офирскую» / Вагеманс Э. // Русская литература. — 1989. — № 4. — С. 107—119.
- Карамзин и Французская революция / Вагеманс Э. // Slavica Gandensia. — 1988. — Вып. 15. — С. 93—107. — ISSN 0771-1395.
- Постбольшевистская Россия. Утопический роман П. Н. Краснова / Вагеманс Э. // Журнал «Театр». — 1992. — № 8. — С. 141—146.
- Un Belge dans les villages de Potemkine. Le prince de Ligne dans la Russie de la Grande Catherine // Nouvelles Annales Prince de Ligne. Tome VII :  [фр.] / Waegemans E. — Bruxelles : Hayez, 1992. — Vol. VII. — С. 119—157. — 248 с. — ISBN 2-87126-122-2.
- Князь де Линь как свидетель потемкинских деревень // A WINDOW ON RUSSIA. Papers from the V International Conference of the Study Group on Eighteenth-Century Russia. — Roma: La Fenice, 1996. — XI. — с. 91—97 — 321 с. — ISBN 88-86171-22-6
- Русская литература XVIII века в нидерландской печати // XVIII век. Сборник 20 / Вагеманс Э. ; отв. ред. Н. Д. Кочетков. — Сб. 20. — СПб. : Наука, 1996. — С. 204—212. — 356 с. — (XVIII век. Сборник статей и материалов). — ISBN 5-02-028304-5. — ISSN 0130-075X.
- Литературно-философская интерпретация Лиссабонского землетрясения : португало-франко-русская теодицея // XVIII век. Сборник 22 / Вагеманс Э. ; отв. ред. Н. Д. Кочетков. — Сб. 22. — СПб. : Наука, 2002. — С. 111—121. — 459 с. — (XVIII век. Сборник статей и материалов). — ISBN 5-02-028528-5. — ISSN 0130-075X.
- Петр Великий, Фальконе и Радищев, или Сброшенный с пьедестала самодержец // Человек между Царством и Империей. Сборник материалов международной конференции / Вагеманс Э. ; Под ред. М. С. Киселевой. — М. : РАН — Институт человека, 2003. — С. 515—525. — 527 с. — (Человек в русской культуре).
- Торжество самодержавия. Алексей Петрович против Петра Алексеевича. Конфликт «отцов и детей» в голландской драматургии XIX в. / Вагеманс Э. // Quaestio Rossica. — 2014. — № 3. — С. 184—196. — ISSN 2311-911X. — doi:10.15826/qr.2014.3.068.

### Научные переводы
- De filosofe op de troon. Het literaire werk van Catherina II van Rusland [Философ на троне. Литературное творчество Екатерины II] :  [нид.] / Vertaling, inleiding, noten Emmanuel Waegemans. — Antwerpen : Benerus V.Z.W., 2010. — 251 с. — ISBN ISBN 9789080636385.
- Aleksandr Radisjtsjev. Reis van Petersburg naar Moskou :  [нид.] / Nieuwe, herziene vertaling Vertaling, inleiding, noten Emmanuel Waegemans. — Antwerpen : Benerus V.Z.W., 2011. — 272 с. — ISBN 9789080636392.
- Nikolaj Karamzin. Brieven van een Russische reiziger [Письма русского путешественника] :  [нид.]. — Antwerpen : Benerus V.Z.W., 2019. — 558 с. — ISBN 9789081673891.

### Редактор
- Montagnes Russes. La Russie vécue par des Belges [Русские горки. Россия глазами бельгийцев] (Брюссель 1989, вместе с Eddy Stols
- Страна Синей птицы : Русские в Бельгии : [ Сб. ст. : Пер. с нидерл. и фр.] / Под общ. ред. Э. Вагеманса. — М. : Наука, 1995. — 376 с. — ISBN 5-02-009564-8.
- Россия и Нидерланды в XVIII веке (Groningen, 1998)
- Русская библиография о Голландии и русско-голландских отношениях 1700—2000 (СПб: 2003), вместе с Hans van Koningsbrugge
- Голландцы и бельгийцы в России XVIII—XX вв. (СПб: 2004), вместе с Hans van Koningsbrugge
- A Century Mad and Wise. Russia in the Age of Enlightenment. Papers from the IX International Conference of the Study Group on Eighteenth-Century Russia, Leuven 2014 / Edited by Emmanuel Waegemans, Hans van Koningsbrugge, Marcus Levitt and Mikhail Ljustrov. — Groningen, 2015. — 526 с.

## Фильмография
- Русские в Бельгии: Документальный фильм (50 мин.) // КУЛ, 1987

## Награды
- Медаль «В память 300-летия Санкт-Петербурга» (2003, Россия)[3]
- Благодарность Президента Российской Федерации (29 сентября 2005, Россия) — за заслуги в развитии и укреплении российско-бельгийских культурных связей[11][12]
- Нагрудный знак МИД России «За вклад в международное сотрудничество» (2017, Россия)[13]
- Памятная медаль Института Петра Великого «К 300-летию визита Петра Великого во Францию» (2017)[14]

### Рецензии
- Орлицкий Ю. Эммануэль Вагеманс. Русская литература от Петра Великого до наших дней // Журнал «Литература». — 2002. — № 38.
- Кантор В. К. Эммануэль Вагеманс. Русская литература от Петра Великого до наших дней // Вопросы литературы. — 2003. — № 6. — С. 362—363.
- Усыскин Л. Б.. Эммануэль Вагеманс. Царь в республике. Второе путешествие Петра Великого в Нидерланды (1716-1717). (3 июня 2014).
- Приказчикова Е. Е. Бельгийское путешествие из Петербурга в Москву: по следам А. Радищева // Известия Уральского федерального университета. — 2015. — № 4 (145). — С. 249—257. — (Гуманитарные науки ; № 2). — ISSN 2227-2283.